# 印第安事務局
印第安事務局（英語：Bureau of Indian Affairs, BIA）為美國內政部下屬的聯邦政府機構，主要管理由美國所信託給美國原住民、部落與阿拉斯加原住民的55,700,000英畝（225,000平方）土地。
印第安事務局是美國兩個協助管理印第安事務的機構之一，另一個則為印第安教育局，負責提供近48,000名美國原住民的教育服務。
印第安事務局的職責還包含提供美國原住民與阿拉斯加原住民的健康保險。1954年，此項功能曾轉移到衛生、教育及福利部（今衛生及公共服務部），成為如今的印第安卫生局。

## 組織
印第安事務局設立於華盛頓特區，其首長稱為局長，向內政部管理印第安事務的助理部長負責。